# Ulf Küster
Ulf Küster (* 1966 in Stuttgart) ist ein deutscher Kunsthistoriker und Kurator.

## Leben
Küster studierte Kunstgeschichte, Neuere Geschichte und klassische Archäologie in Freiburg im Breisgau, Berlin und London. 1996 promovierte er in Freiburg in Breisgau über den jungen Adolf Menzel. Von 1997 bis 1999 war er Assistent am Museum der bildenden Künste in Leipzig, wo er an Ausstellungsprojekten zur klassischen Moderne und zur Kunst des 19. Jahrhunderts mitarbeitete, und als Kurator die Ausstellungen „Neo Rauch“ (1997) und „Jörg Herold“ (1999) organisierte. Von 1999 bis 2004 war er als freischaffender Kunsthistoriker und Ausstellungskurator tätig.
Seit 2004 ist er Kurator an der Fondation Beyeler in Riehen bei Basel. Seit 2005 hat er einen Lehrauftrag an der Albert-Ludwigs-Universität Freiburg/Breisgau inne. Im Januar 2014 war Küster Visiting Senior Fellow am Centre for Advanced Studies of the Visual Art (CASVA) an der National Gallery in Washington, DC.

## Ausstellungen als Kurator (Auswahl)
- Edward Hopper, 2020, Fondation Beyeler, Riehen/Basel
- Bacon – Giacometti, 2018, Fondation Beyeler, Riehen/Basel, mit Catherine Grenier und Michael Peppiatt.
- Claude Monet, 2017, Fondation Beyeler, Riehen/Basel
- Kandinsky, Marc und der Blaue Reiter, 2016, Fondation Beyeler, Riehen/Basel
- Peter Doig, 2014/15, Fondation Beyeler, Riehen/Basel
- Gustave Courbet, 2014/15, Fondation Beyeler, Riehen/Basel
- Ferdinand Hodler, 2013, Fondation Beyeler, Riehen/Basel
- Pierre Bonnard, 2012, Fondation Beyeler, Riehen/Basel
- Louise Bourgeois. A l’infini, 2011, Fondation Beyeler, Riehen/Basel
- Segantini, 2011, Fondation Beyeler, Riehen/Basel, mit Diana Segantini und Guido Magnaguagno
- Alberto Giacometti, 2009, Fondation Beyeler, Riehen/Basel
- Action Painting, 2008, Fondation Beyeler, Riehen/Basel
- Eros – Rodin und Picasso, 2006, Fondation Beyeler, Riehen/Basel, mit Philippe Büttner
- René Magritte, 2005, Fondation Beyeler, Riehen/Basel, mit Steingrim Laursen und Evelyn Benesch
- Wolfgang Laib, 2005, Fondation Beyeler, Riehen/Basel, mit Philippe Büttner
- Blumenmythos, 2004/05, Fondation Beyeler, Riehen/Basel, mit Philippe Büttner
- Jörg Herold, 1999, Museum der bildenden Künste, Leipzig
- Neo Rauch, 1997, Museum der bildenden Künste, Leipzig

## Publikationen (Auswahl)

### Monographien
- Claude Monet – Ich will das Unmögliche. Berlin, 2017.
- Gustave Courbet. Ostfildern, 2014.
- Ferdinand Hodler. Ostfildern, 2012.
- Louise Bourgeois. Ostfildern, 2011. Neuauflage Berlin, 2018.
- Alberto Giacometti – Raum, Figur, Zeit. Ostfildern, 2009.
- Der junge Adolph Menzel (Phil. Diss. 1996), Münster, Berlin, Wien, Zürich, London, 1999.

### Als Herausgeber
- Garten und Wildnis. Landschaft im 18. Jahrhundert, München 1997, mit Hansjörg Küster.